# Kinji Imanishi
Kinji Imanishi (今西 錦司 Imanishi Kinji?, 6 de enero de 1902 – 15 de junio de 1992) fue un biólogo japonés que hizo importantes aportes al comportamiento animal, la biología teórica y la antropología. Fue el fundador del Instituto de Investigación de Primates en la Universidad de Kioto. Junto con Junichiro Itani es considerado uno de los fundadores de la primatología japonesa. Fue el primero, en la década de 1950, en hablar de cultura animal o biocultura. Su propuesta epistemológica anticipó numerosos conceptos que hoy son centrales en la biosemiótica. Dichos aportes pudieran constituir en el futuro fórmula e inspiración para el desarrollo y despliegue de la inteligencia artificial en la Noosfera. La palabra "imanishismo" fue usada en el índice temático de la revista Nature de 1985.

## Vida científica
Su amor por la naturaleza comienza haciendo montañismo, lo cual lo llevaría más tarde a convertirse en un explorador científico, naturalista. Se inicia en la biología como entomólogo. Realiza su tesis doctoral sobre las larvas de efímeras en cursos de agua de Japón. Su tesis "Efímeras de los torrentes japoneses" se publicó en 1933, y le permitió formarse sus propias ideas sobre las nociones de especie y nicho. Más adelante, luego de estudiar el comportamiento de reconocimiento de los caballos, mostraría especial interés por el estudio de las sociedades de primates bajo un enfoque etológico y antropológico. El no haber caído en la autocensura debido a prejuicios mecanomórficos, es decir, el haberse tomado la libertad de hacer interpretaciones antropocéntricas del comportamiento de los animales, le valió avanzar notablemente en la primatología generando conceptos que hoy son extrapolables a otras sociedades de cosas vivientes.

## Enfoque filosófico
Para Hiroyuki Takasaki Okayama, prologista de la edición de su obra "El mundo de las cosas vivientes" traducida al inglés, "Imanishi was definitely not an unquestioning follower of established doctrines" [Imanishi definitivamente no fue un seguidor incondicional de doctrinas establecidas].
Imanishi, tal vez retomando la propuesta vitalista, considera que lo que separa las cosas vivientes de las no vivientes es una línea muy tenue, a veces inexistente. La propuesta biológica de Imanishi parte de un distanciamiento del reduccionismo y del neodarwinismo. Para este japonés el reconocimiento que hacen las "cosas vivientes" de su entorno, su afinidad con el ambiente, depende esencialmente del grado de similitud que hay entre "las cosas del mundo". Enfatiza que a partir de este tipo de reconocimiento se constituye la respuesta. No como una máquina reaccionaría a un estímulo, sino que la respuesta es un reflejo (como el de un espejo) de lo propio en lo otro. El término "cosa" es parte central de su propuesta, el cual privilegia con respecto a los términos "ser vivo" u "organismo", pues permite a partir de una misma categoría derivar las "cosas vivientes" y "cosas no vivientes".

«No sabemos cuándo se creó la palabra seibutsu (cosa viviente), pero es poco probable que se trate de una construcción traducida, porque no existe ninguna palabra extranjera apropiada. Aunque existe la palabra "criatura", no puede concebirse sin asociarse con Dios, como el creador. El término "organismo" es más apropiado científicamente; sin embargo, aunque "organismo" significa cosa viviente, tiene, como lo mencionamos, un significado más amplio, tal como cuerpo viviente o cuerpo orgánico».
Kinji Imanishi

Para Imanishi los conceptos de estructura y función se corresponden con los de cuerpo y vida: "Comoquiera que vivimos en un mundo temporal y espacial, sus diferentes constituyentes tienen un modo de existencia estructural y funcional o, en otras palabras, una manera de existencia corporal y viviente".
Imanishi diserta sobre una naturaleza "inherentemente armoniosa": las especies conviven en un gran espacio-tiempo. Cada especie está estructuralmente ligada a su propio nicho, donde la competencia y la explotación mutua no son las protagonistas, por el contrario, la propuesta de Imanishi implica que cada especie tiene un rol complementario dentro del ecosistema.
Imanishi le resta importancia a la noción de individuo. El individuo visto como la "unidad fundamental" de la biología ha prevalecido, por ahora, en los enfoques genéticos, ecológicos y evolutivos imperantes. Pero para el japonés las cosas vivientes no son sistemas "autocontenidos independientes" sino que incluyen el ambiente. Imanishi en cambio destaca la noción de especie. En este sentido, parte importante de sus aportes son la introducción de las categorías: especia, holoespecia y synusia. La palabra synusia es una derivación latina del plural synusiae y que en japonés sería "doishakai" que significaría "sociedades del mismo rango". La synusia involucra la convivencia de más de dos especies, donde se acoplan sus respectivos nichos en una misma semiosfera.
Ante la pregunta ¿qué después de la humanidad? Imanishi confiesa que la especie Homo sapiens tiene su propio límite, pero que esto no debería preocuparnos pues la naturaleza apunta a un reemplazo, aunque "aquellos que nos reemplacen, [...] quizás, no deberían llamarse más humanidad, se originarán en ella y serán creados por ella: los humanos. Esto es lo que enseña la historia evolutiva".

## Campo de vida
Imanishi destaca que la cosa viviente es una manifestación estructural-funcional de un "principio integrador". La autonomía de la cosa viviente no implica que está sea una máquina autómata. Por el contrario la cosa viviente reconoce su ambiente, una idea análoga a la de Umwelt de Uexküll, y que el japonés denomina su campo de vida. El campo de vida implica que el ambiente es una extensión de la cosa viviente y a su vez esta es una extensión del ambiente. En su obra "El mundo de las cosas vivientes" plantea que:

"Para algo que esté buscando vivir, la distinción entre un sujeto y un objeto, o entre sí mismo y el mundo exterior, no es tan importante como esperamos. Para cualquier cosa viviente aquellas partes del ambiente necesarias para ganarse la vida son reconocidas ordinariamente y asimiladas, mientras que el resto del mundo no existe. El mundo exterior de una cosa viviente existe dentro de los límites de lo que es reconocido y asimilado, mientras que el organismo permanece como el centro rector de ese mundo. Decir mundo exterior o ambiente suena como algo distante pero, en efecto, el ambiente no es otra cosa que el mundo para cada cosa viviente, y en él ella encuentra su subsistencia y bien podría ser llamado su campo de vida."
Kinji Imanishi

El planteamiento de Imanishi, al igual que el de Uexkül, inevitablemente conlleva a la idea de que las cosas viviente poseen un mundo interior que es inaccesible, tal como lo interpreta Adolf Portmann.

## Evolución
La teoría evolutiva de Imanishi, en contraste con el darwinismo, pone más el énfasis en la coexistencia que en la competencia. Imanishi explica los procesos de especiación tomando como punto de partida las nociones de "autonomía", "principio integrador" y "segregación". Por ejemplo, cuando una especie se transforma en dos especies, en la medida que surgen procesos orgánicos que no pueden ser controlados por la especie primitiva se hace inevitable la segregación en dos especies, donde cada una desarrolla su propia autonomía, garantizándose la integridad de cada proceso por separado, y la coexistencia. La evolución es un proceso canalizado por la variabilidad geográfica, la cual genera divergencia entre los procesos. Para ilustrar esto último, Imanishi trae a colación la pregunta: ¿qué pasaría si la Tierra fuera completamente homogénea, sin accidentes geográficos? Pues, solo habría una especie. La idea de que las especies evolucionan con el espacio ha sido discutida independiente y ampliamente por León Croizat.
Imanishi admite que la belleza es una fuerza determinante en la evolución biológica, y que lo es aún más que la supervivencia, es decir, que la fuerza de la selección natural.

## Honores
De la Wikipedia japonesa
- Premio Asahi (1968)
- Person of Cultural Merit (3 de noviembre de 1972)
- Order of Culture (3 de noviembre de 1979)
- Order of Culture

### Obra
- Imanishi, Kinji (1941): Seibutsu no Sekai (生物の世界). Kōbundō
- Imanishi, Kinji (2011). El mundo de las cosas vivientes. Caracas: Ediciones IVIC.
- Kinji Imanishi - Archivo Digital